# Вернашен
Вернашен (вірм. Վերնաշեն) — село в марзі Вайоц-Дзор, на півдні Вірменії. Село розташоване за 4 км на північний схід від Єхегнадзора, поруч з селом Гладзор.

## Пам'ятки
Поруч із селом розташовані:
- монастир Арказі Сурб Хач Ванк (XIII століття);
- фортеця Болораберд (Прошаберд) (XIII століття);
- монастир Танаат (XIII століття);[1]
- церква Спітакавор Сурб Аствацацін (XIII століття), знаходиться за 7 км на північ від села.[2]

## Виноробство
Вернашен прославлений своїми винами. Вернашен — столове напівсолодке і напівсухе червоне вино з винограду сорту Арені чорний, вирощуваного в Єхегнадзорському районі Вірменії. Виробляється з 1950 року. Колір вина від гранатового до рубінового. Букет чистий. Кондиції вина: спирт 9-11% об., Цукор 3-6 г/100 см ³, тітруемая кислотність 5-7 г/дм3. Для вироблення вина Вернашен виноград збирають при цукристості не нижче 20%, дроблять з гребневідділенням. Вино готують за класичною технологією шляхом неповного зброджування мезги при температурі, що не перевищує 30 °C, з наступним охолодженням до мінус 3 ° −4 ° С. Біологічну стабільність забезпечують гарячим розливом. Вино удостоєне срібної медалі «Moscow Wine & Spirits Competition».